# Poppin’Party
Poppin’Party ist eine fiktive Band aus dem BanG-Dream!-Franchise des japanischen Medienkonzerns Bushiroad. Die Musikerinnen, der im Jahr 2015 ins Leben gerufene Musikgruppe, sind allesamt Synchronsprecherinnen, die in der Animeserie und im Handyspiel den Charakteren aus Poppin’Party ihre Stimme verleihen.
Mitglieder der Band sind Sängerin Aimi, Leadgitarristin Sae Ōtsuka, Bassistin Rimi Nishimoto, Schlagzeugerin Ayaka Ōhashi und Keyboarderin Ayasa Itō. Im Anime und im Handyspiel besteht die Band aus Kasumi Toyama, Tae Hanazono, Rimi Ushigome, Sāya Yamabuki und Arisa Ishigaya. Die Mitglieder der Gruppe Poppin’Party sind die Hauptcharaktere in der Animeserie, die seit 2017 in Japan gezeigt wird.
Poppin’Party ist neben Roselia, RAISE A SUILEN, Morfonica, MyGO!!!!! und Ave Mujica eine von sechs Gruppen, die auch Live-Konzerte außerhalb des Anime spielen. Insgesamt verfügt das Franchise über sieben Musikgruppen.

## Geschichte
Takaaki Kidani, Gründer des Multimedienkonzerns Bushiroad, startete das Franchise mit der Prämisse, dass Synchronsprecherinnen bei Live-Auftritte ihre eigenen Musikinstrumente spielen können. Die Idee für dieses Konzept hatte Kidani im Jahr 2014 entwickelt, nachdem er ein Konzert des The-Idolmaster-Franchise in der Saitama Super Arena besucht hatte. Aimis Talent zu singen und Gitarre zu spielen weckte zusätzlich sein Interesse.
Auf einem Solo-Konzert am 28. Februar 2015 gab Aimi bekannt, einer Musikgruppe aus dem BanG-Dream!-Franchise als Sängerin und Gitarristin beizutreten. Rimi Nishimoto und Ayasa Itō schlossen sich im April dem Projekt an. Am 18. April 2015 gab das Trio ihr erstes Konzert unter dem Titel I Started a Band in Spring. Die Musikerinnen spielten zwölf Lieder, von denen elf Coverversionen bekannter Anime-Lieder waren, sowie mit Yes! Bang Dream! ein eigenes Stück, welches von Noriyasu Agematsu, einem Mitglied des Komponisten-Kollektivs Elements Garden, geschrieben und Ende Februar 2016 als erste Single veröffentlicht wurde. Während dem Konzert verlor Aimi ihre Stimme, was später in der Handlung des Anime aufgegriffen wurde.
Der Name der Gruppe, Poppin’Party, wurde im Monthly Bushiroad im Vorfeld des zweiten Konzertes der Band veröffentlicht. Bis dahin war das Projekt unter dem Namen Instruments × Girls = Justice! bekannt. Bei ihrem Konzert im Juni 2015 im Shinjuku Loft wurde Sae Ōtsuka als Gitarristin vorgestellt. Bei ihrem dritten Konzert im Oktober wurde mit Ayaka Ōhashi das fünfte und letzte Mitglied dem Publikum präsentiert. In ihrer Anfangszeit waren die Auftritte von der japanischen Girlgroup Silent Siren beeinflusst, die im Jahr 2019 ein gemeinsames Konzert im MetLife Dome spielen und mit No Girl No Cry ein Lied in Zusammenarbeit herausbringen sollten. Im Jahr 2014 veranstaltete Poppin’Party charakterbezogene Konzerte. Innerhalb des Jahres schaffte die Gruppe durch ihre Live-Auftritte einen enormen Popularitätsanstieg was dafür sorgte, dass ein Konzert im November kurz nach Vorverkaufsstart Mitte Oktober ausverkauft war. Im Sommer spielte die Band auf dem Animelo Summer Live. Dieser Auftritt sorgte für einen Anstieg bei den Verkaufszahlen ihrer dritten Single Hashiri Hajimeta Bakari no Kimi ni / Teardrops. Diese verkaufte sich etwas mehr als 11.000 mal innerhalb der ersten Verkaufswoche, während die ersten beiden Singles im gleichen Zeitraum nach ihrer Herausgabe lediglich knapp 1.500 bzw. 3.300 Einheiten verkauften. Hashiri Hajimeta Bakari no Kimi ni / Teardrops stieg im Dezember 2016 auf Platz zehn in den japanischen Singlecharts ein und markiert die erste Top-Ten-Single in Japan für ein Anime-bezogenes Projekt, bevor der Anime überhaupt im Fernsehen ausgestrahlt wurde.
Der Anime, in dem die Mitglieder von Poppin’Party die Hauptcharaktere darstellen, startete in Japan im Jahr 2017 und umfasst derzeit drei Staffeln, eine OVA sowie einen Kinofilm. Poppin’Party steuerte für den Anime mehrere Titellieder bei: In der ersten Staffel waren Tokimeki Experience! und Kirakira da toka Yume da toka ~Sing Girls~ im Vor- bzw. Abspann zu hören; in Staffel zwei Kizuna Music♪ und Jumpin’; in der dritten Staffel Initial und Yume wo Uchinuku Shunkan ni!. Ein Kinofilm, der sich mit der Band auseinandersetzt, wurde zwischenzeitlich für das Jahr 2022 angekündigt.
Tokimeki Experience und Kirakira da toka Yume da toka ~Sing Girls~ wurden am 1. bzw. 15. Februar 2017 als Singles veröffentlicht, nachdem diese am 5. Februar während ihres 3rd☆Live Sparklin'Party in der Tokyo Dome City Hall erstmals live gespielt wurden. Am 10. Mai 2017 erschien die Single Mae e Susume! / Yumemiru Sunflower, dessen Stücke in der Anime-Fernsehserie zu hören sind. Am 21. August 2017 spielte die Gruppe ihr erstes Konzert im Nippon Budōkan vor 11.000 Zuschauern. Da das Konzert bereits in der Vorverkaufsphase ausverkauft war, wurde der Auftritt durch Live Viewing Japan in mehreren Kinos übertragen. Auf dem Konzert feierte das Lied Time Lapse, das am 20. September als siebente Single veröffentlicht wurde, seine Live-Premiere. Die Single verkaufte sich später innerhalb der ersten Verkaufswoche mehr als 10.000 mal und erreichte Platz sechs der japanischen Singlecharts. Zur Weihnachtszeit veröffentlichte die Band mit Christmas no Uta, dessen Stück B.O.F. im Vorspann der Anime-Fernsehserie zu Future Card Buddyfight X zu hören ist. Ihr erstes Konzert außerhalb Japans fand Anfang Juli 2017 in den Vereinigten Staaten im Rahmen des Bushiroad Grand Festivals in Long Beach, Kalifornien, statt. Im Rahmen der CharaExpo spielten Poppin’Party 2017 zudem erstmals in Singapur und ein Jahr später erneut in den Vereinigten Staaten. Poppin’Partys neunte Single CiRCLING wurde am 21. Februar 2018, gemeinsam mit Opera of the Wasteland von Roselia, die ebenfalls zum BanG-Dream-Franchise gehört, auf den japanischen Markt veröffentlicht. Beide Gruppen veranstalteten am 12. und 13. Mai 2018 das BanG Dream! 5th☆Live in der Makuhari Messe. Am 11. Juli 2018 veröffentlichte die Band mit Double Rainbow / Saa Ikō! eine weitere Single, die sich erstmals in den Top Fünf der japanischen Singlecharts positionieren konnte. Saa Ikō! ist im Vorspann des Anime Future Card Buddyfight Ace zu hören. In dieser Serie übernahmen Aimi und Rimi Nishimoto eine Sprechrolle. Im August spielte die Band zum zweiten Mal auf dem Animelo Summer Live. Neben diversen eigenen Liedern, spielte die Gruppe mit God Knows eine Coverversion von Haruhi Suzumiya. Sae Ōtsuka und Rimi Nishimoto taten sich mit Maon Kurosaki und Luna Haruna zusammen und spielten gemeinsam Shunkan Sentimental aus Fullmetal Alchemist: Brotherhood. Bereits im April gleichen Jahres spielte die Gruppe eine Cover-Zusammenarbeit mit der Band OxT auf der Animax Musix in Osaka bei der beide Gruppen das Stück Kimi Ja Nakya Dame Mitai des OxT-Sängers Masayoshi Ōishi coverten. Die elfte Single Girls Code erschien am 3. Oktober 2018. Anfang Dezember spielte die Gruppe ihr sechstes zum Franchise gehörendes Konzert im Ryōgoku Kokugikan, wo die Band in dessen Rahmen erstmals das Lied Kizuna Music♪, welches vier Tage später am 12. Dezember veröffentlicht wurde, spielte.
Am 30. Januar 2019 erschien mit Poppin’on! das Debütalbum der Band. Das Album beherbergt elf ihrer bis dato veröffentlichten Singles sowie diverse Akustikversionen mehrerer Stücke der Gruppe. Das Album stieg auf Anhieb auf Platz vier der japanischen Albumcharts ein. Am 20. Februar 2019 veröffentlichte die Band mit Jumpin’ eine von sechs Singles – alle Gruppen des Franchises brachten am gleichen Tag ein Lied heraus. Alle sechs Singles, die an diesem Tag herausgegeben wurden, stiegen in die Top Ten der Singlecharts ein, wobei es Jumpin’ auf Platz sechs schaffte. Mitte Mai brachte die Band die Single Dreamers Go! / Returns heraus. Die Singleauskopplung erreichte in den Singlecharts Japans Platz vier. Im September bespielten Poppin’Party zum dritten Mal das Animelo Summer Live. Im Dezember arbeitete die Band mit der Brauerei Kirin zusammen um Werbung für deren Gogo no Kōcha, einen Tee, zu machen. Hierfür wurde das Lied White Afternoon, welche später auf digitaler Ebene als Single veröffentlicht werden sollte, geschrieben. Sanzigen, der die zweite Staffel zum Anime produzierte, erarbeitete im Zuge dieser Zusammenarbeit einen 30-sekündigen Werbespot. Die Gruppe spielte im Jahr 2019 weitere Konzerte, darunter das siebente Franchise-Konzert im Budōkan, eines mit der Girlgroup Silent Siren sowie einen Auftritt auf dem Japan Rock Festival im August.
Die fünfzehnte Single Initial erreichte im Januar erstmals Platz eins in den japanischen Singlecharts, nachdem sich diese rund 27.000 mal innerhalb der ersten Verkaufswoche verkaufen konnte, was die erste Nummer-eins-Single des Franchises darstellt. Das zweite Album, welches den Namen Breakthrough! trägt, sollte ursprünglich am 3. Juni 2020 veröffentlicht werden. Die Herausgabe wurde im Zuge der COVID-19-Pandemie in Japan auf den 24. Juni verschoben. Breakthrough verkaufte sich innerhalb der ersten drei Tage nach Veröffentlichung knapp 14.500 mal; am Ende der ersten Verkaufswoche wurden knapp 21.000 Einheiten des Albums abgesetzt, was Platz drei in den Oricon-Albumcharts bedeutete. Mit der Bekanntgabe der Band Morfonica ist Poppin’Party neben Roselia und RAISE A SUILEN eine von vier der insgesamt sieben Gruppen, die außerhalb der Animeserie ihre eigenen Lieder auf Konzerte spielen.
Gemeinsam mit RAISE A SUILEN und Roselia traten Poppin’Party auf dem Songs of Tokyo Festival auf, welches am 10. und 11. Oktober 2020 im Studiogebäude des japanischen Fernsehsenders NHK World-Japan aufgezeichnet und am 25. Oktober gleichen Jahres im Fernsehen gezeigt wurde. Am 18. August 2021 erschien mit Live Beyond! eine EP mit fünf Stücken, darunter Moonlight Walk und oko kara Saki wa Uta ni Naranai, die im Vor- bzw. Abspann der Anime-Fernsehserien The Fruit of Evolution und Remake Our Life! zu hören sind. Das ebenfalls auf der EP befindliche Lied Kimi ga Hajimaru! ist das Titellied zur Nintendo-Switch-Version von BanG Dream! Girls Band Party!.

## Mitglieder
- Aimi (Kasumi Toyama, Gesang und E-Gitarre, seit 2015): Aimi ist die erste Synchronsprecherin, die sich dem BanG-Dream!-Projekt angeschlossen hat nachdem sie im Jahr 2014 Kidanis Aufmerksamkeit durch ein Konzert, dass sie im Rahmen des The-Idolmaster-Franchise gegeben hatte.[1] Sie stieg im Februar 2015 als erstes Bandmitglied bei Poppin’Party ein.[4] Sie spielte zu ihrer Zeit an der Oberschule in einer Schülerband, die sie nach ihrem Abschluss verließ.[6] Gemeinsam mit Ami Maeshima moderiert sie die Franchise-interne Variety Show Bandori TV.[53]
- Sae Ōtsuka (Tae Hanazono, Leadgitarre, seit 2015): Ōtsuka wurde als viertes Mitglied bei Poppin’Party integriert.[7] Zuvor war sie als Straßenmusikerin aktiv, wodurch sie bereits Erfahrung im Gitarrenspiel sammeln konnte.[54]
- Rimi Nishimoto (Rimi Ushigome, E-Bass, seit 2015): Nishimoto stieß beim ersten Auftritt der Gruppe zu Poppin’Party.[5] Als sie zu dem Franchise stieß, spielte sie auf professioneller Ebene Piano und Gitarre, hatte aber kaum Erfahrung am E-Bass.[54] Ursprünglich nahm sie an einem Casting für eine Rolle in dem Projekt Tantei Opera Milky Holmes teil, wurde aber von Kidani als Mitglied bei Poppin′Party ausgewählt, weil er zu diesem Zeitpunkt merkte, dass sie „etwas Spezielles an sich hatte.“[1]
- Ayaka Ōhashi (Sāya Yamabuki, Schlagzeug, seit 2015): Ōhashi wurde als letztes Mitglied bei Poppin’Party aufgenommen und hatte bereits vor ihrem Einstieg Erfahrung am Schlagzeug sammeln können.[54][55]
- Ayasa Itō (Arisa Ishigaya, Keyboard, seit 2015): Itō stieß gemeinsam mit Rimi Nishomoto beim ersten Auftritt der Gruppe zu Poppin’Party. Zusätzlich zum Keyboard spielt sie auch Tamburin für die Gruppe.[56] Zum Zeitpunkt ihres Einstiegs in das Projekt hatte sie am wenigsten musikalische Erfahrung. Sie hatte zu ihrer Grundschulzeit Piano spielen gelernt.[54][57]

## Poppin’Party innerhalb des BanG-Dream!-Franchises
Neben dem Bestreiten von Live-Konzerten, sprechen die Mitglieder der Gruppe die Charaktere der Band in der Anime-Fernsehserie. In dem Franchise wurde die Band von Kasumi Toyama, die auf der Suche nach einem speziellen Klang, dem Star Beat, ist. Obwohl ihre musikalischen Fähigkeiten nicht die Besten sind, machen sie dies durch ihre starke Energie und ihrer Verbundenheit wett. Ihr Name soll ihre Musik widerspiegeln. Vor Auftritten absolvieren die Mitglieder das gemeinsame Ritual sich zu umarmen und ihren offiziellen Anfeuerungsruf zu sprechen.
Romanautor und Mangaka Kō Nakamura wurde beauftragt, die fiktiven Biografien aller Charaktere der Gruppe zu erarbeiten. Einige Aspekte der fiktiven Gründung von Poppin’Party basieren auf Nakamuras Erfahrungen als er selbst in einer Schülerband an seiner Oberschule spielte, darunter die Ausgangslage, dass die Gruppe von Klassenkameraden gegründet wurde, das der Gitarrist sein Instrument in einem Pfandhaus findet und die Gemeinsamkeit, dass sowohl Poppin’Party im Anime als auch Nakamuras richtige Band in einem Lagerhaus probten. Weitere Inspiration zog Nakamura aus Fotos der britischen Band Beatles, die im Nippon Budōkan spielten und setzte dies als höchstes Ziel für Poppin’Party; während die reale Band bereits mehrfach im Budōkan auftrat. Das Charakterdesign basiert wage auf den Synchronsprecherinnen um ihre musikalischen Fähigkeiten besser zum Ausdruck bringen zu können.
BanG Dream!s erstes Werk, der Manga BanG Dream!_Star Beat von Nakamura und Aya Ishida, enthielt zahlreiche Unterschiede in den Charaktereigenschaften, die in späteren Werken größtenteils verworfen wurden.

## Auszeichnungen und Nominierungen
| Jahr | Auszeichnung          | Kategorie               | für                          | Resultat  | Quellen |
| ---- | --------------------- | ----------------------- | ---------------------------- | --------- | ------- |
| 2021 | Anime Trending Awards | Bestes Lied im Vorspann | Initial                      | Nominiert | [ 63 ]  |
| 2021 | Anime Trending Awards | Bestes Lied im Abspann  | Yume wo Uchinuku Shunkan ni! | Nominiert | [ 63 ]  |